# ورمخو پارک رنچ
ورمخو پارک رنچ (به انگلیسی: Vermejo Park Ranch) یک منطقهٔ مسکونی در ایالات متحده آمریکا است که در نیومکزیکو واقع شده‌است.